# Estética Unisex
Estética Unisex es un cortometraje documental peruano dirigido por el cineasta puneño Alvaro Acosta Gutiérrez, que aborda la identidad de género, la estética popular y las formas de resistencia en contextos periféricos urbanos. La película ha sido exhibida en el circuito de cine independiente y LGBTIQ+, acumulando más de quince selecciones oficiales en festivales nacionales e internacionales desde su estreno en 2022.

## Sinopsis
Ubicada en Puno, Estética Unisex narra en primera persona las historias de tres mujeres trans andinas. La sinopsis oficial indica que «las vidas de tres mujeres trans se unen a través de las memorias de Mishell», en un recorrido que va desde la ciudad de Huancayo hasta la calle Atta en Puno, donde «la memoria retorna con música, baile y también la muerte».

## Producción
El cortometraje fue dirigido por Alvaro Acosta, cineasta y fotógrafo, quien también se desempeñó como guionista y productor. Cuenta con una ficha técnica que incluye a jóvenes artistas y técnicos independientes vinculados con la representación audiovisual de temas de género y diversidad sexual en el Perú. El proyecto fue concebido como parte de una propuesta artística interseccional que dialoga con la estética popular puneña.

## Exhibiciones y reconocimientos
Desde su estreno, Estética Unisex ha sido parte de diversas muestras y festivales de cine en Perú y el extranjero. Fue seleccionado en:
- LimaDocs 2025 (Perú), donde recibió una Mención Especial del Jurado1.
- Outfest Perú (2022).[4]
- Raíces, Festival de Cine Regional en el Museo Ferroviario de Tacna.[5]
- Muestra de Cine de la Diversidad en Arequipa.[6]
- Prairie Pride Film Festival (Estados Unidos).[7]
- Cinemavioleta – Lluites Transfeministes en L’Alleialtat Santsenca, Barcelona (España).[8]
- Reelout Queer Film Festival (Canadá).[9]
- Exhibido en espacios culturales de Barcelona como parte del ciclo «Perú Diversiva».

Actualmente se encuentra disponible en la plataforma de streaming Flixxo.
El cortometraje fue también reseñado en la revista Crónicas de la Diversidad, donde se destacó su propuesta estética como un aporte a la representación audiovisual de la diversidad sexual en contextos populares.

## Recepción crítica
Estética Unisex ha sido elogiado por su enfoque sensible y estéticamente cuidado sobre la vida cotidiana de personas LGBTIQ+ en espacios no hegemónicos. La revista Crónicas de la Diversidad lo catalogó como una «pieza poderosa que subvierte desde lo cotidiano las narrativas normativas sobre los cuerpos y el deseo».